# Sunjo av Korea
Sunjo av Korea, född 1790, död 1834, var en koreansk monark. Han var kung av Korea 1800–1834.
Han var son till kung Jeongjo och Su-bin Bak. Han efterträdde sin far. Han var tio år gammal då han blev monark och riket styrdes fram till 1805 av hans farmor Jeongsun.
Hans son kronprins Hyomyeong avled före honom, och han efterträddes av sin sonson Heonjong.

## Familj
Sunjo av Korea var gift med Sunwon. Han hade en bihustru. Han hade sex barn, bland dem:
1. Kronprins Hyomyeong (18 september 1809 – 25 juni 1830), far till kung Heonjong